# 章鸿钊故居
章鸿钊故居，即三瑞堂，位于中國浙江省湖州市南浔区和孚镇荻港村，由章氏八世祖章瑚始建于清乾隆年间，是地质学家章鸿钊（1877—1951）的出生地。2003年1月20日公布为第六批文保单位。